# 辣法厄尔·法里纳
辣法厄爾·法里纳（義大利語：Raffaele Farina；1933年9月24日—）是天主教会意大利籍枢机，梵蒂冈秘密档案館与梵蒂冈宗座图书馆荣休总負責人。

## 生平
法里纳在意大利博纳尔贝尔戈出生，于1958年7月1日晋铎。他於1997年至2007年间曾任梵蒂冈宗座图书馆馆长，2007年6月25日起担任梵蒂冈秘密档案館与梵蒂冈宗座图书馆总負責人。教宗本笃十六世於同年11月24日將他册封为枢机，法里納於2012年6月9日榮休。

## 牧徽

辣法厄爾·法里纳枢机牧徽

## 荣誉

### 外国勋章奖章
- 旭日重光章（日本，2019年5月21日公布[2]）